# ナチョ・インサ
イグナシオ・インサ・ボイゲス（Ignacio Insa Bohigues、1986年6月9日 - ）は、スペイン出身、マレーシア代表のサッカー選手。ジョホール・ダルル・タクジムFC所属。ポジションはMF。

## 経歴
2006-07シーズン途中でトップチームの監督であるキケ・サンチェス・フローレスによって引き上げられ、2006年7月に行われたフェネルバフチェSKとの親善試合においてトップチームデビューを果たした。

## 所属クラブ
- バレンシアCF・メスタージャ 2006-2007
- バレンシアCF 2007-2009

→ SDエイバル 2007-2009 (loan)
- ビジャレアルCF B 2009-2011
- ビジャレアルCF 2011
- セルタ・デ・ビーゴ 2011-2013
- アンタルヤスポル 2013-2014
- レアル・サラゴサ 2015
- ADアルコルコン 2015-2016
- レバンテUD 2016-2017
- ジョホール・ダルル・タクジムFC 2017-